# Aviatik B.I
L'Aviatik B.I era un monomotore biplano da ricognizione prodotto dall'azienda tedesco imperiale Automobil und Aviatik AG negli anni dieci del XX secolo ed utilizzato dalla Luftstreitkräfte, la componente aerea del Deutsches Heer (l'esercito imperiale tedesco) e dalla k.u.k. Luftfahrtruppen (forza aerea dell'Impero austro-ungarico), durante la prima guerra mondiale.

## Storia del progetto
L'Aviatik Automobil- und Flugapparatefabrik, fondata nel 1910 dall'imprenditore tedesco Julius Spengler, iniziò la propria attività acquisendo dei contratti di produzione su licenza dalla francese Société Anonyme des Appareils d'Aviation Hanriot iniziando a commercializzare velivoli destinati al mercato civile da diporto. In quest'ambito l'ufficio tecnico dell'azienda pianificò alcune evoluzioni dei progetti originali dalla velatura monoplana e biplana identificati come P.13, P.14 e P.15. Con l'affermarsi dell'aviazione anche in ambito militare il Deutsches Heer, l'esercito imperiale tedesco, iniziò ad interessarsi ai modelli prodotti dall'azienda per equipaggiare i nascenti reparti aerei e destinati a missioni di ricognizione aerea e cooperazione con l'esercito.
Il P.13, primo progetto dell'ingegnere svizzero Robert Wild, era relativo ad un modello biposto caratterizzato dalla velatura biplano-sesquiplana dall'ampia apertura alare, dove l'ala superiore, la più estesa, era collegata all'inferiore da tre coppie di montanti interalari per lato integrati da una fitta rete di tiranti in cavetto d'acciaio. Il prototipo, realizzato tra l'aprile ed il maggio 1912 ed equipaggiato con un motore Argus a 4 cilindri in linea, venne presentato quello stesso maggio davanti al personale militare con la designazione Aviatik Doppeldecker Type Militär e portato in volo dal pilota collaudatore Alincourt che dichiarò entusiasticamente di averlo condotto senza problemi e che volando con un passeggero a bordo era dotato di buona autonomia. Venne in seguito adottata una diversa ala con un'apertura ancora più elevata e che integrò una coppia di aste di controvento in prossimità delle estremità delle due ali.
Con l'inizio della prima guerra mondiale l'Idflieg introdusse un nuovo sistema di designazione basato su classi di velivoli identificati dal nome dell'azienda che li sviluppava, seguito da lettere dell'alfabeto abbinate a numeri romani che in successione indicavano nuovi sviluppi e modelli. I modelli già acquistati vennero in base alle nuove direttive ridesignati Albatros B in quanto rispondevano alle specifiche, ancora generiche, dei B-Typ riservate ai ricognitori biposto non armati.

## Tecnica
Il B.I era un velivolo dall'aspetto e dalla costruzione, per l'epoca, convenzionale, monomotore in configurazione traente biplano con carrello fisso realizzato in legno e tela.
La fusoliera, costruita con struttura in legno e rivestita con pannelli di compensato e tela verniciata, era caratterizzata dalla presenza di due abitacoli separati aperti posti in tandem, l'anteriore per l'osservatore ed il posteriore per il pilota. Questa soluzione, normalmente utilizzata nei primi modelli biposto dell'epoca, non consentiva di attrezzare il velivolo con armamento di difesa, caratteristica comune a tutti i ricognitori categorizzati come B Typ nella designazione Idflieg. Posteriormente terminava in un impennaggio classico monoderiva.
La configurazione alare era biplana, a seconda della versione con ala superiore dall'apertura leggermente o nettamente superiore dell'inferiore, collegate tra loro da una doppia, alle volte tripla, coppia di montanti per lato ed integrati da tiranti in cavetto in acciaio.
Il carrello d'atterraggio era semplice, fisso con grandi ruote collegate tramite un assale rigido, integrato posteriormente da un pattino d'appoggio posizionato sotto la fusoliera in prossimità della coda.
La propulsione era affidata ad un motore Mercedes D.I, un sei cilindri in linea raffreddato a liquido in grado di erogare una potenza pari a 100 PS (73,5 kW) ed abbinato ad un'elica bipala in legno a passo fisso.

## Impiego operativo
L'Aviatik B.I cominciò ad essere inviato ai reparti della Luftstreitkräfte nel corso del 1914 ed impiegato come aereo da ricognizione in cooperazione con l'esercito sul fronte occidentale venendo presto affiancato e poi rimpiazzato da modelli più recenti. Nel giugno 1915 3 esemplari erano ancora in linea nella Flik 2 sul fronte italiano.
Destinato in seguito a compiti di seconda linea, venne utilizzato nelle scuole di volo nel ruolo di aereo da addestramento fino al 1916.
Ebbe inoltre impiego nelle operazioni che crearono la Repubblica di Turchia ad opera di Mustafa Kemal Atatürk. Le truppe create dopo la dissoluzione dell'Impero ottomano, ebbero necessità di equipaggiarsi con una componente aerea riuscendo a costituire la propria flotta anche grazie ad aiuti esterni. La neofondata Hava Kuvvetleri Müfettişliği operò infatti con un esemplare acquistato da commercianti italiani; successivamente integrato da alcuni esemplari di SAML/Aviatik B.I, copia su licenza prodotta in Italia dalla Società Anonima Meccanica Lombarda (SAML).

## Utilizzatori
Germania
- Luftstreitkräfte

 Austria-Ungheria
- k.u.k. Luftfahrtruppen

 Turchia
- Hava Kuvvetleri Müfettişliği